# Платан

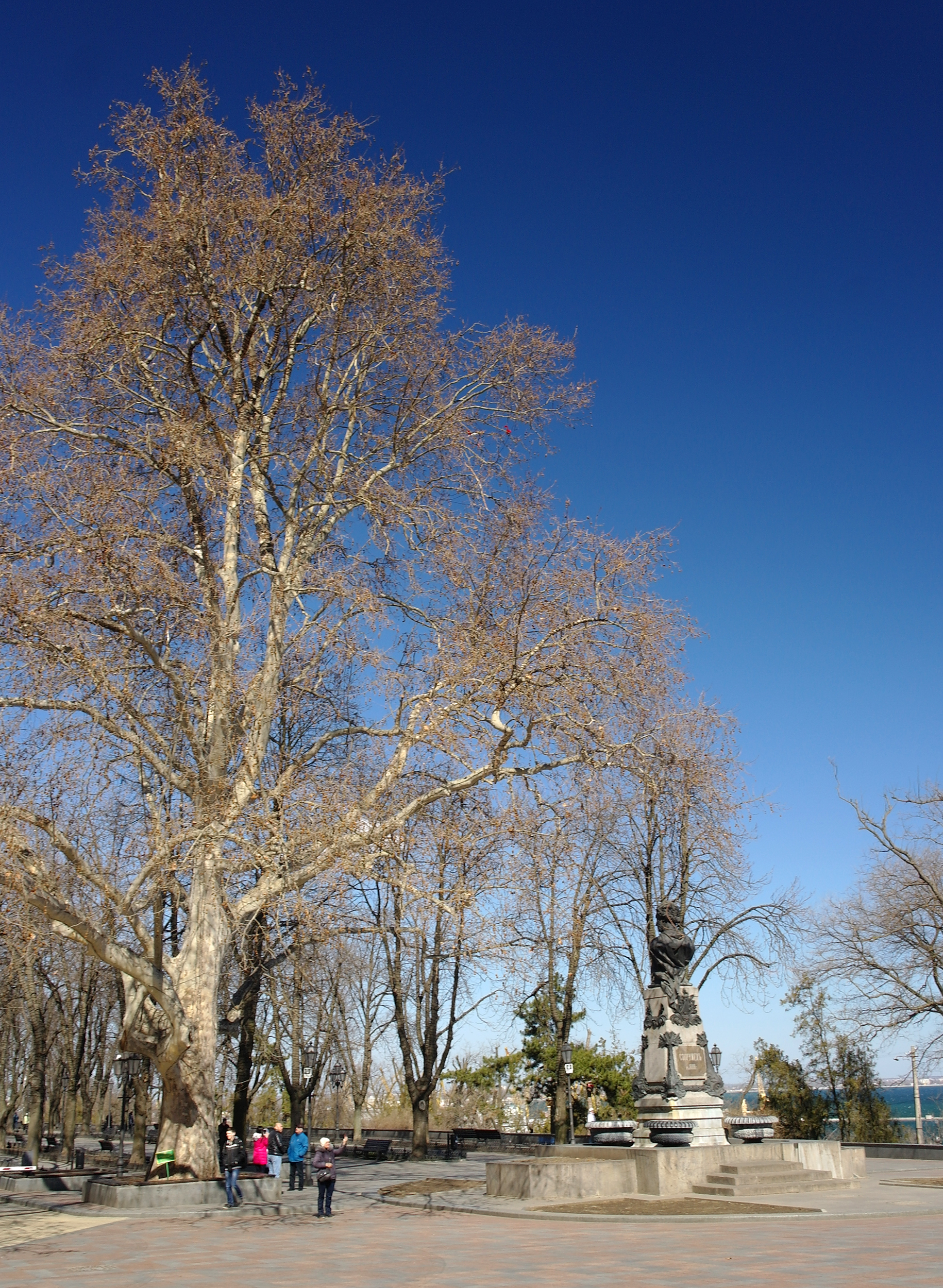
«Пушкінський платан», Одеса, Приморський бульвар, 1

Плата́н (Platanus) — невеликий рід дерев, який походить з північної півкулі, єдиний сучасний рід родини платанових (Platanaceae). На Кавказі відомий як «чина́р».
Платани — великі листопадні (за винятком Platanus kerrii) дерева, які в дикому вигляді зазвичай ростуть у прирічкових та інших вологих районах, хоча відносно стійкі до посух, якщо вирощуються у віддаленні від струмків і річок. Стовбур дерева має циліндричну форму і може сягати 50 м заввишки і 18 м в обхваті. Живуть платани іноді навіть більш ніж дві тисячі років.
У жаркий період року платан може скидати верхній шар своєї зеленувато-сірої кори, оголюючи молоду ніжну кору. Листя чергується, пальчасто-лопатеве, на довгих черешках. Плід — складний горіх, який залишається на дереві всю зиму і навесні розпадається на окремі горішки, які розносяться вітром.

## Географічне поширення видів
Хоча платани вважають рідкісними, екзотичними видами, ці рослини можна зустріти в різноманітних куточках планети: на східному березі Середземного моря (Ізраїль, Сирія, Ліван), на Кіпрі, Криті і Балканському півострові (Греція, Албанія), на островах в Егейському морі, в Середній і Малій Азії, Ірані, Афганістані, Індокитаї (Лаос, В'єтнам), Австралії, США і Мексиці. Деякі його види ростуть у Грузії, зокрема в Абхазії, в Азербайджані, Вірменії та Росії.
У культурі вирощується по всій території України. Платани західний, східний і кленолистий (який уважається гібридом двох попередніх), можуть витримувати зимові температури до -30...-35 °C. У спеціальній літературі всі три деревні породи рекомендовані для озеленення в південній і західній частинах України.

## Ботанічний опис
Платани — високі листопадні дерева з густою широкою кроною. У роді налічується 7–10 видів. Найпоширеніші платан західний та платан східний. Платан гібридний, або кленолистий (Platanus hybrida), що виник у XVII ст. в культурі як гібрид двох згаданих видів, відрізняється більшою морозостійкістю, легко розмножується черешками. Листки платана п'ятипалі, діаметром до 0,25 м. Квітки зібрані в одностатеві головки (чоловічі — жовтуваті, жіночі — червоні) на довгих звисаючих квітоніжках. Платани запилюються вітром. Плід — складний горішок, який містить пучок волосків.
У зв'язку з інтенсивним ростом у ширину платану доводиться скидати кору. Стара кора відшаровується пластинами, а молода має світло-зелений колір, тому стовбур виглядає плямистим.

## Господарське застосування
Платани належать до представників орнаментальних листяних дерев, які завдяки своїм густим красивим кронам і незвичайному плямистому забарвленню гілок цінуються як декоративні. Саме через декоративну цінність і витривалість в умовах атмосферного забруднення їх часто використовують для оздоблення вулиць міст, замінюючи ними менш витривалі породи дерев, такі як тополі, каштани, липи, клени та ін. Так, 2023 року київська влада повідомила, що в столиці України стали висаджувати платан кленолистий — штучно виведений культурний вид, оскільки він найстійкіший до буревіїв і гарно росте в міських умовах.

### Застосування деревини
Деревина платана може мати різноманітні відтінки кольорів — від рожево-бежевого до червоно-коричневого. Найціннішими вважають шпон, малюнок якого нагадує шкіру змії, і шпон із кореня платана, який має багату текстуру. Щільність залежить від місця і клімату зростання. За середнім показником дорівнює 620–660 кг/м³. Для порівняння, майже таку саму щільність мають дуб (690 кг/м³) і бук (680 кг/м³). Фізичні й механічні характеристики деревини платана дуже нагадують за якістю деревину дуба й бука. Вона має помірну легкість, твердість і щільність, але легко піддається гниттю і коробиться. Деревина добре сушиться, піддається різьбленню, шліфується і полірується, відмінно точиться, гнеться й набуває необхідної форми. Щоб не допустити утворення тріщин, зазвичай під гвинти й цвяхи висвердлюють отвори. Деревину не бажано обробляти ґрунтовками, лаками і клеями на водяній основі через імовірність утворення розводів.
Завдяки своїм унікальним властивостям деревина платана використовується для отримання продукції високої якості. З неї виробляють художньо-декоративні вироби, мозаїки, використовують для інтер'єрів, шаф-купе, кухонних гарнітурів, столів, стільців, елітних паркетів та ін. Його деревина також має яскраво виражений приємний аромат, завдяки якому практикується її використання у виробництві парфумів і туалетних вод, наприклад, такими компаніями як Versace і Hermès.

## Цікаві факти
Дуже старий платан, вік якого перевищує 2000 років, росте в Нагірному Карабасі у Схторашенському районі. В основі платана є дупло площею 44 м², обхват стовбура дерева 27 м, висота — понад 54 метрів. Крона цього гігантського платана утворює тінь на поверхні землі площею 1400 м². Дерево добре видно на супутникових знімках.
На острові Кос в Егейському морі росте платан з обхватом стовбура 18 м і висотою 36 м. Припускають, що йому 2 тис. років.
У Туркменістані відомо про 1000-річний платан «сім братів», який названий так тому, що основний його стовбур на висоті 3 м від землі розгалужується на 7 конарів. Висота дерева — 45 м, довжина кола перерізу крони — 26 м. 
В Україні найбільш довголітні платани ростуть у Карпатах. Два платани західні, вік яких близько 500 років, за історичними відомостями, були посаджені в Ужгородському замку близько 1610 р. Платан кленолистий у Закарпатській області — найстаріший довгожитель серед ужгородських насаджень. Уважається, що його посадив у ΧV столітті тодішній володар замку граф Другет.

## Галерея

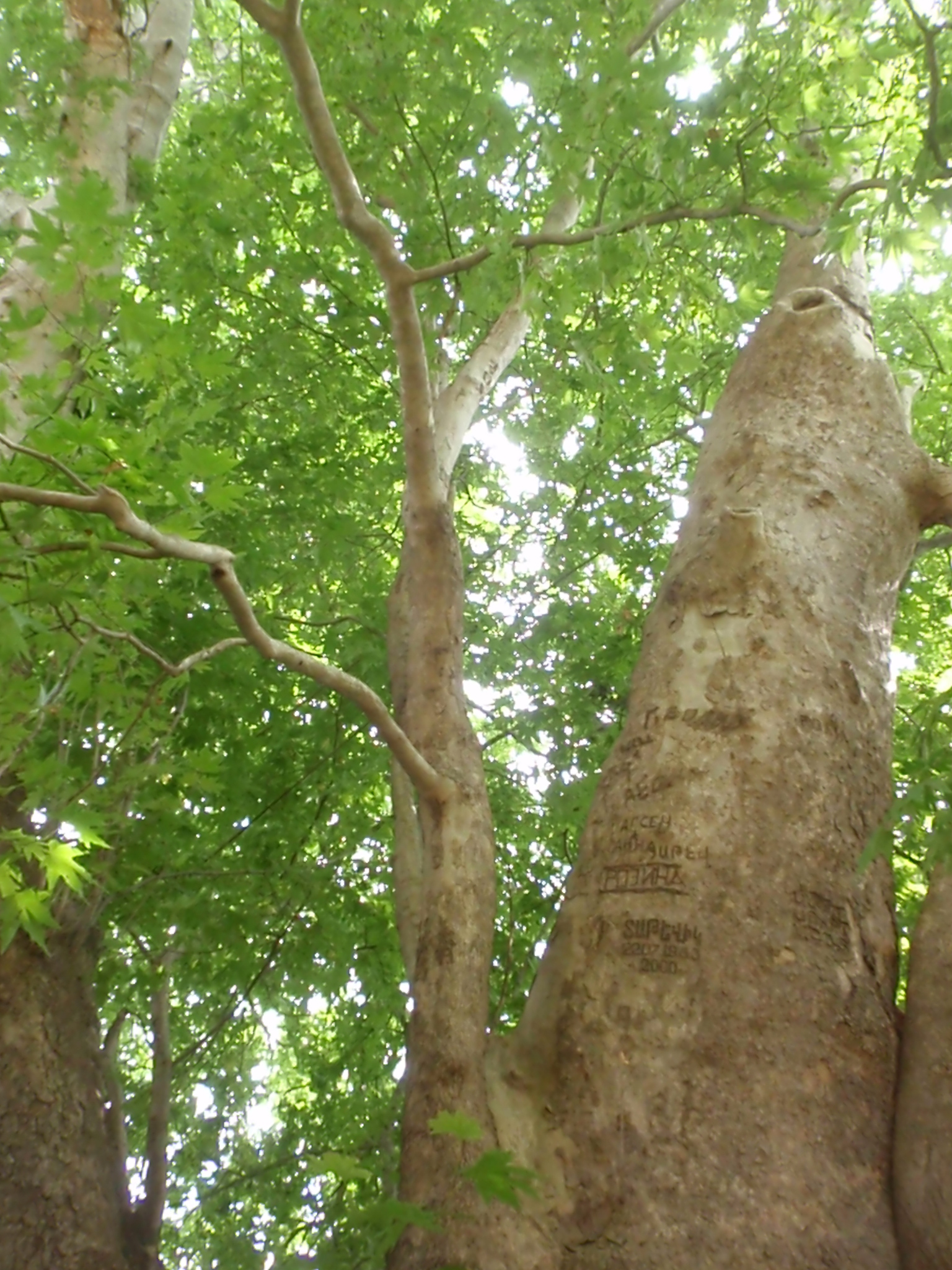
2000-річний платан (Нагірний Карабах)
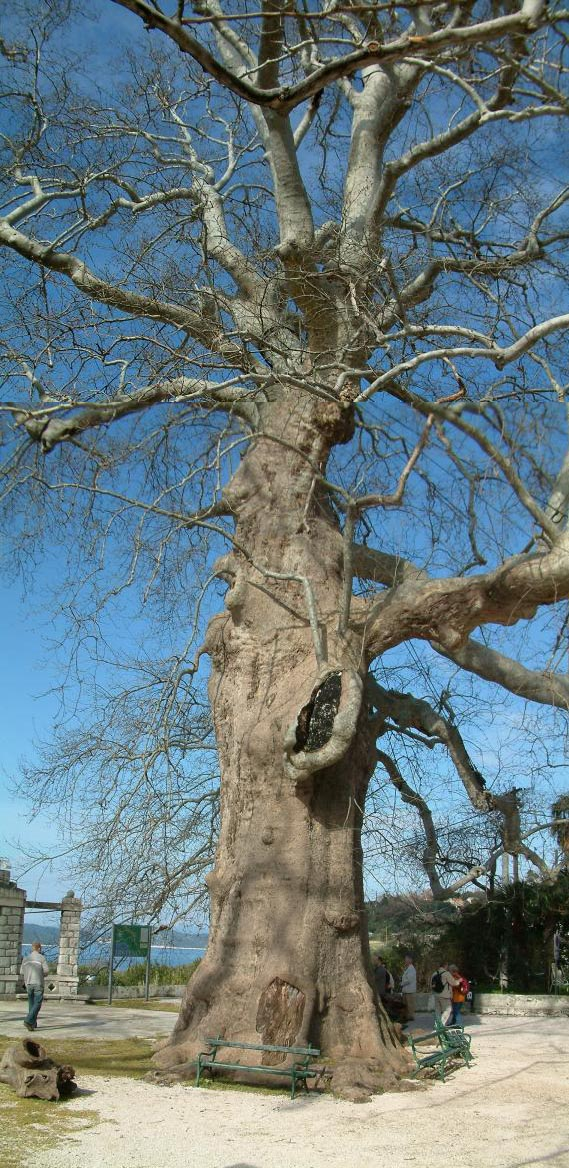
500-річний платан (Трстено, Хорватія)
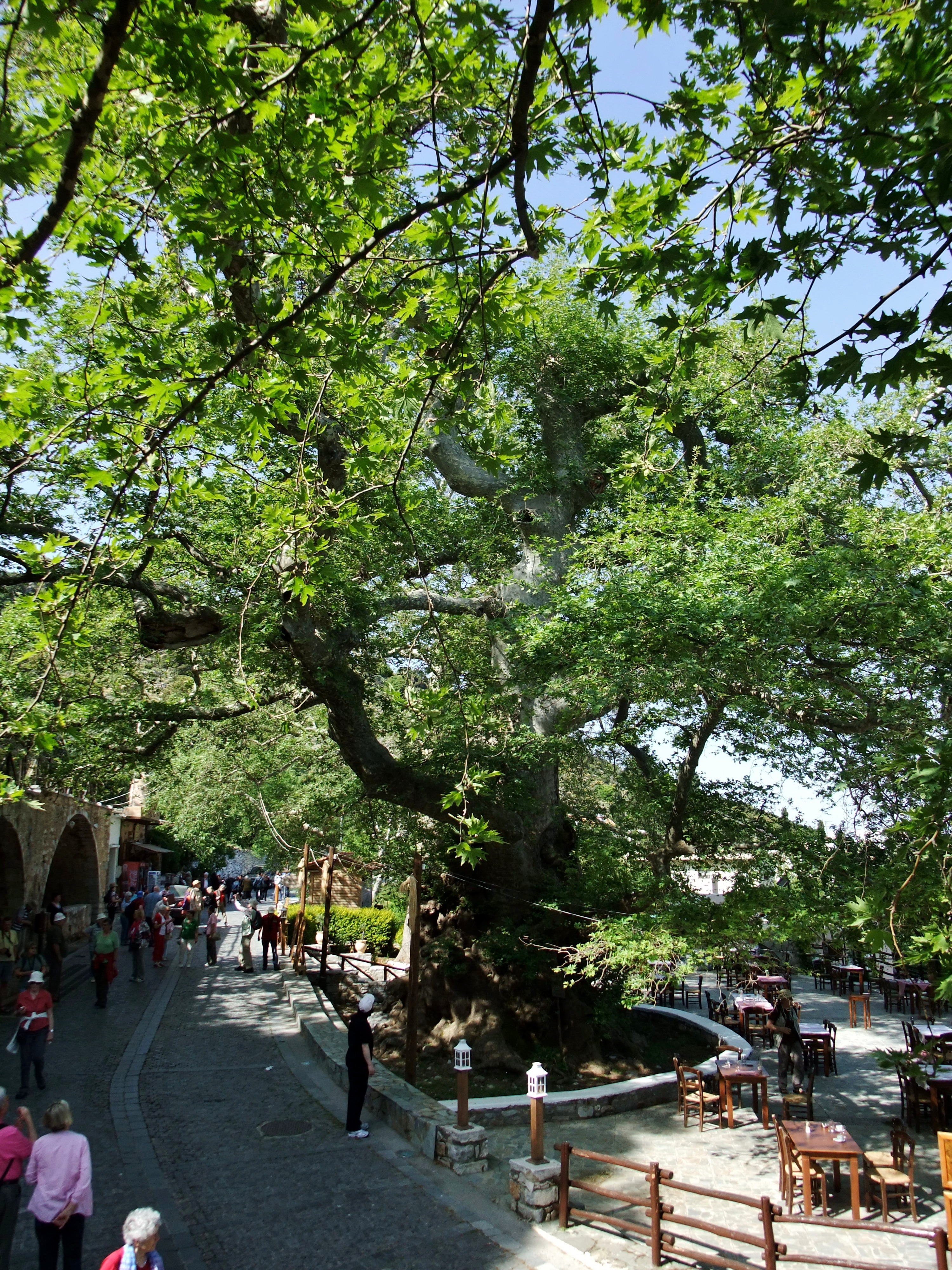
Платан на острові Крит (Греція)
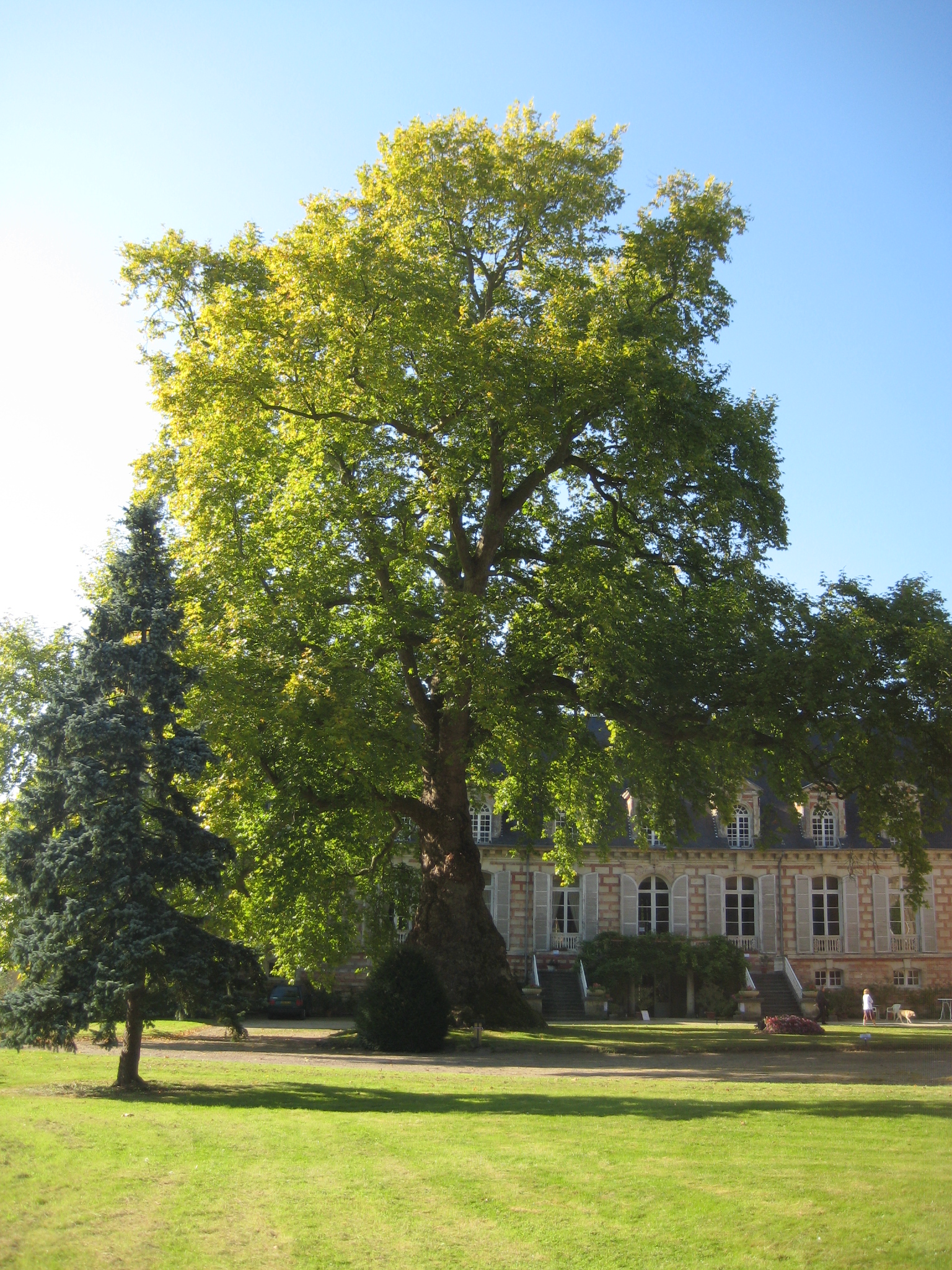
Найстаріший східний платан Франції
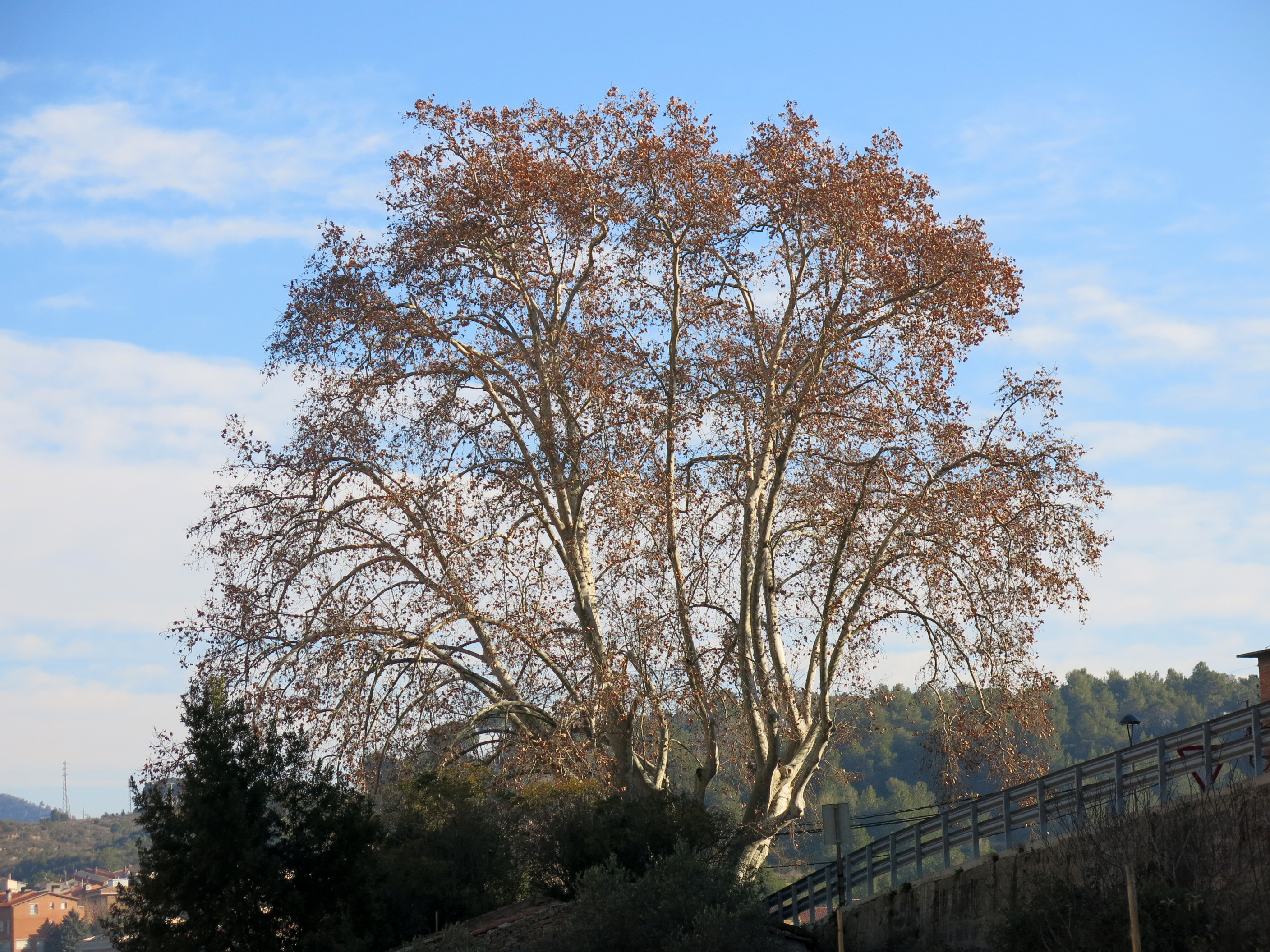
Платан (Муністрол-да-Монсаррат, Каталонія, Іспанія
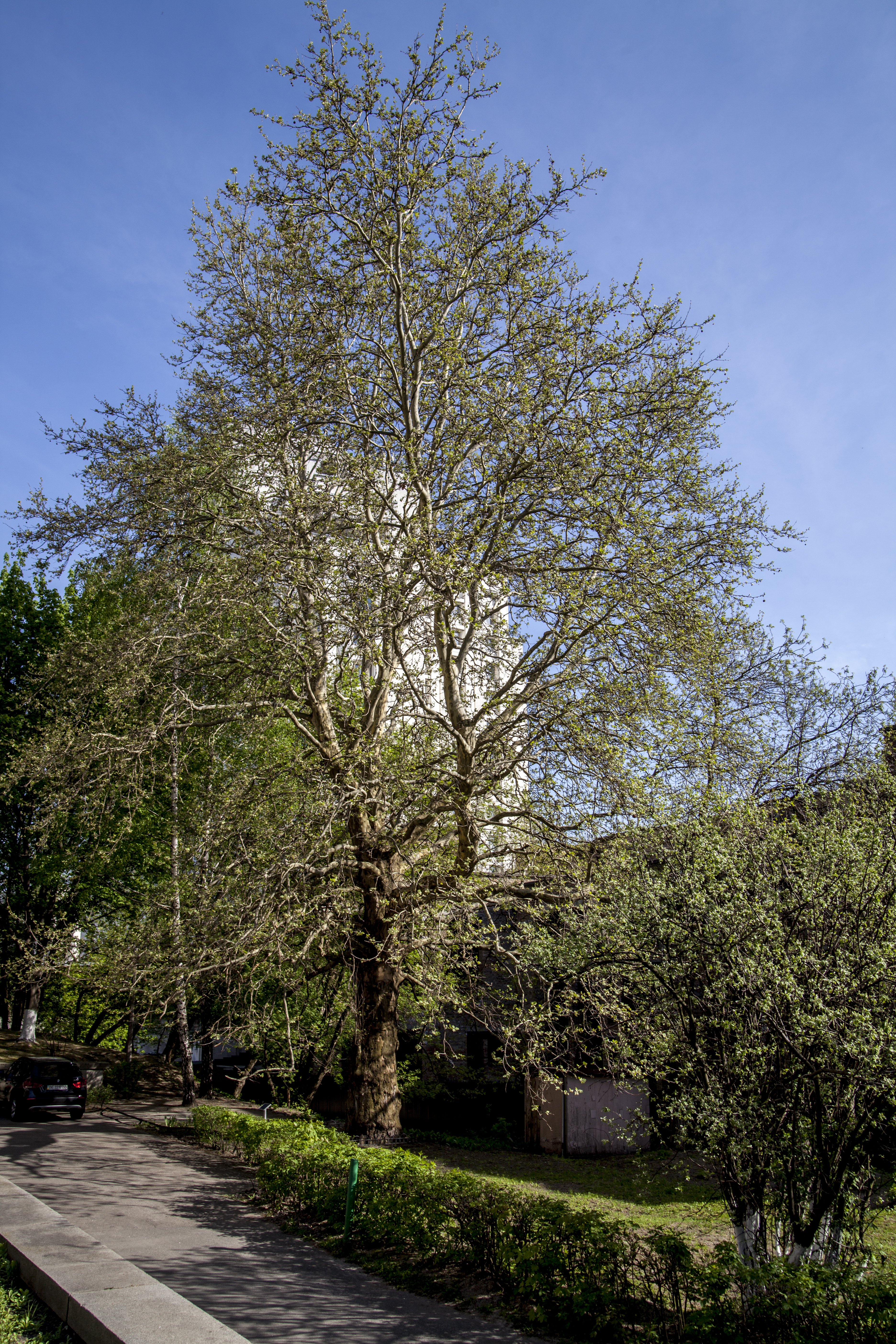
«Платан Кащенка», Київ
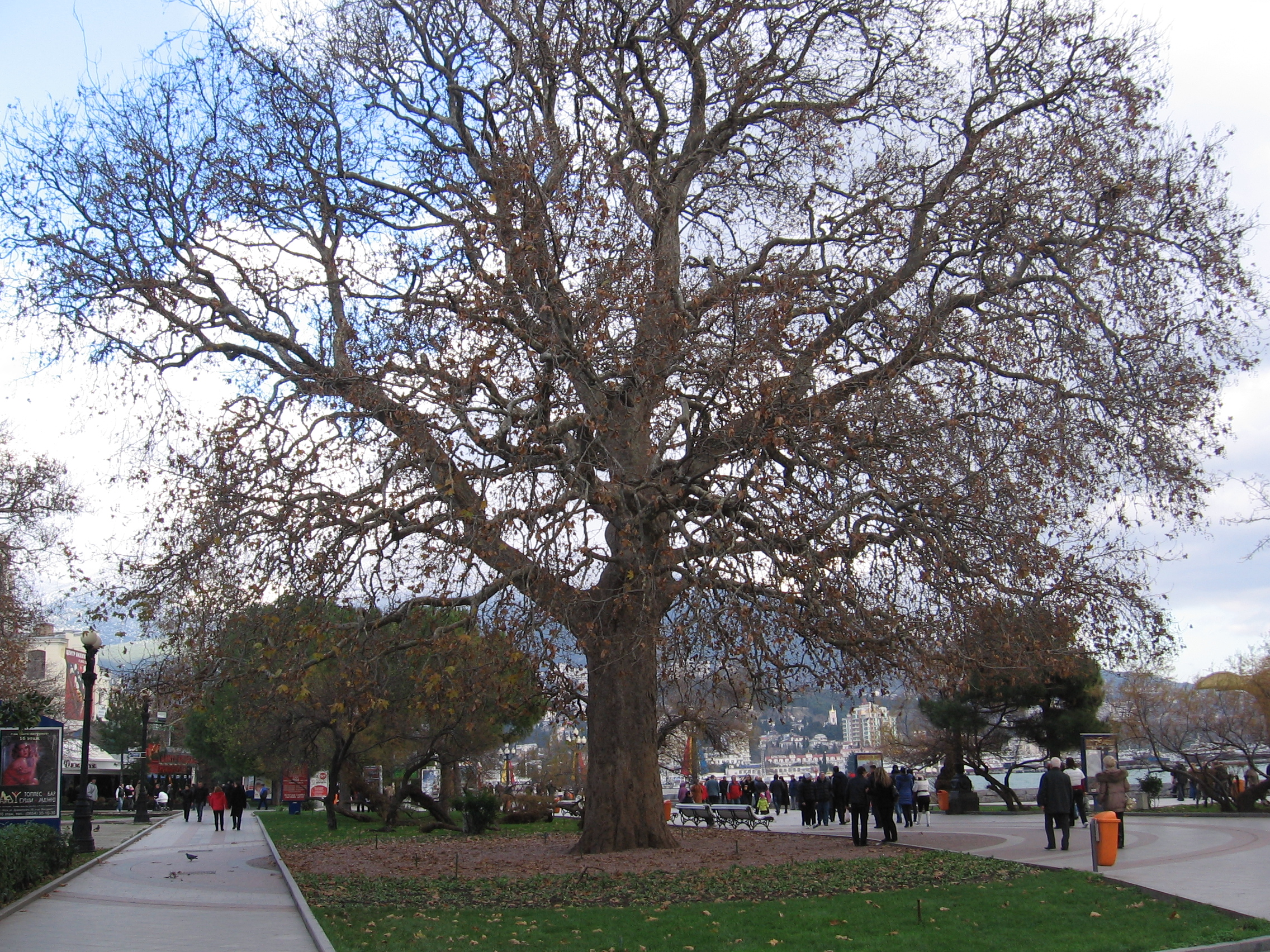
Платан у Ялті, Крим, Україна
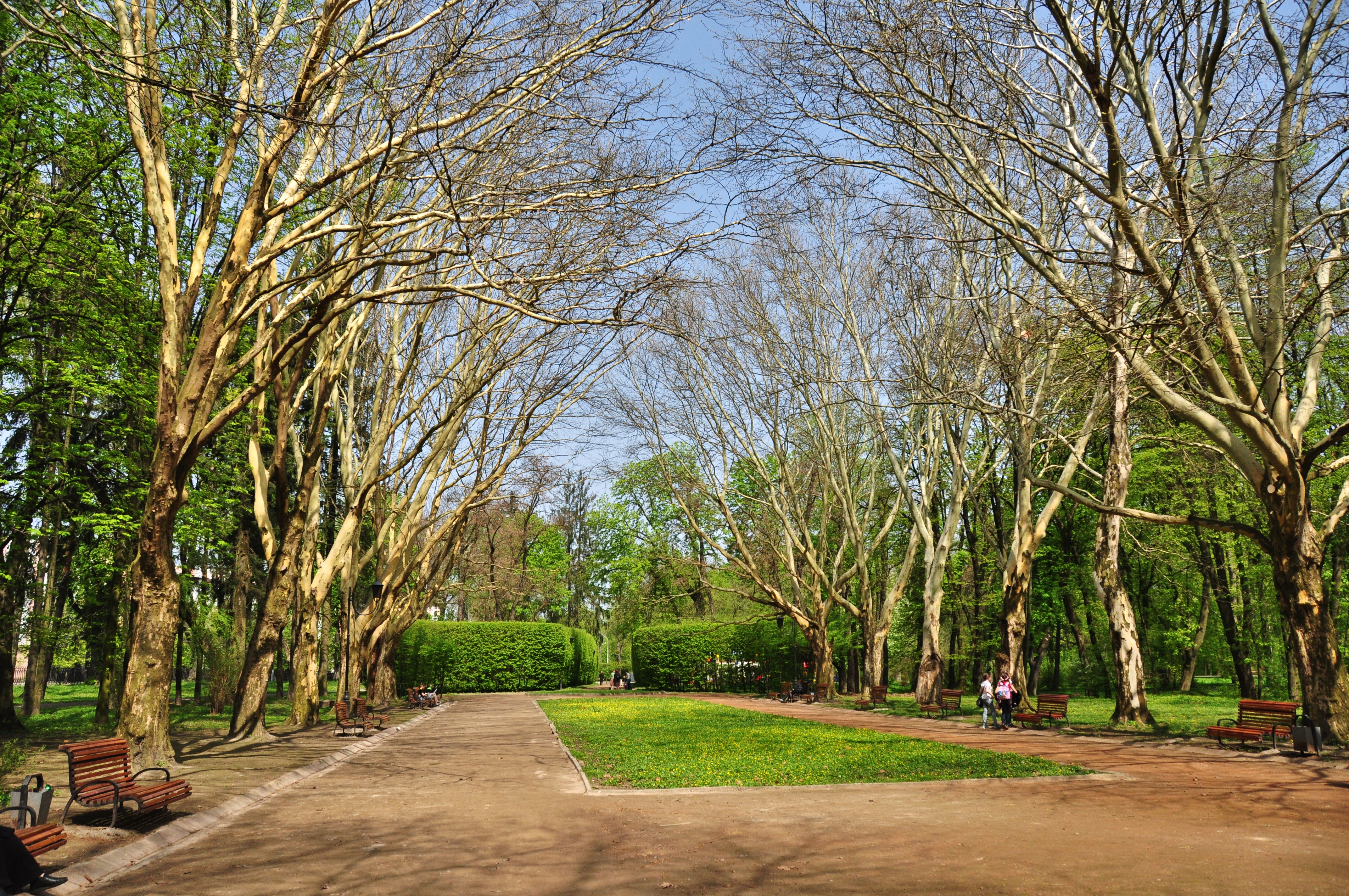
Платанова алея в Стрийському парку м. Львова